# Padre Carvalho
Padre Carvalho es un municipio brasilero del norte del estado de Minas Gerais.

## Geografía
Su población estimada en 2004 era de 55.673 habitantes.

## Administración
- Prefecto: José Nilson Obispo de Sá (2005/2008)
- Viceprefecto:
- Presidente de la cámara:José Ferreira Guimarães (2009/2012)